# Пхукет (річка)
Пхуке́т — річка на заході Таїланду. Бере початок біля східного підніжжя гори Нонгу (висота 355 м). Тече на схід і впадає до бухти Бангтабун Сіамської затоки Тихого океану. У середній течії річка має назву Янгтхо́н, у нижній — Їса́н. В гирлі утворюється заболочена дельта.
Пхукет має кілька притоків: праві — Англін та Хуайронг, лівий — Хенг (Пхак).
Влітку у верхній та середній течії річище пересихає. В басейні Пхукета розташовано багато дрібних озер, найбільшим з яких є Вуадам. В межиріччі Хенг та Бонг поширені мінеральні джерела.
На лівому березі річки Кхаутхан знаходиться гора Тхан (висота 104 м), що відома своїми карстовими печерами Кхаутхан.
Середня течія річки є кордоном між тайськими провінціями Ратчанабурі та Пхетбурі.
На річці розташовані міста Пхунам, Нонгсанчау та Хуайронг. Поблизу останнього через річку проходять значні магістральні шляхи на південь країни — автомагістраль та залізниця.